# Rasbora rubrodorsalis
Rasbora rubrodorsalis е вид лъчеперка от семейство Шаранови (Cyprinidae).

## Разпространение
Видът е разпространен във Виетнам, Камбоджа, Лаос и Тайланд.